# Nereis blainvillei
Nereis blainvillei är en ringmaskart som beskrevs av Delle Chiaje 1828. Nereis blainvillei ingår i släktet Nereis och familjen Nereididae. Inga underarter finns listade i Catalogue of Life.